# SN 2006qu
SN 2006qu – supernowa typu Ia odkryta 19 października 2006 roku w galaktyce A213701-1740. Jej maksymalna jasność wynosiła 18,87m.